# Världscupen i nordisk kombination 1983/1984
Världscupen i nordisk kombination 1983/1984 hölls 12 december 1983-25 mars 1984 och vanns av Tom Sandberg, Norge före Uwe Dotzauer, Östtyskland och Geir Andersen, Norge.

## Tävlingskalender
| 1. | 12 december 1983              | Seefeld        | Gundersen K90/15 kilometer                          | Uwe Dotzauer Kerry Lynch                            | –                                                   | Günther Schmieder                                   |                                                     |                                                     |
| 2. | 29 december 1983              | Oberwiesenthal | Gundersen K90/15 kilometer                          | Andreas Langer                                      | Aleksander Proswirnin                               | Uwe Dotzauer                                        |                                                     |                                                     |
| 3. | 7 januari 1984                | Schonach       | Gundersen K90/15 kilometer                          | Thomas Müller                                       | Geir Andersen                                       | Kerry Lynch                                         |                                                     |                                                     |
| OS | 8 februari - 19 februari 1984 | Sarajevo       | Nordisk kombination vid olympiska vinterspelen 1984 | Nordisk kombination vid olympiska vinterspelen 1984 | Nordisk kombination vid olympiska vinterspelen 1984 | Nordisk kombination vid olympiska vinterspelen 1984 | Nordisk kombination vid olympiska vinterspelen 1984 | Nordisk kombination vid olympiska vinterspelen 1984 |
| 4. | 24 februari 1984              | Falun          | Gundersen K90/15 kilometer                          | Rauno Miettinen                                     | Tom Sandberg                                        | Geir Andersen                                       |                                                     |                                                     |
| 5. | 3 mars 1984                   | Lahtis         | Gundersen K90/15 kilometer                          | Thomas Müller                                       | Uwe Dotzauer                                        | Geir Andersen                                       |                                                     |                                                     |
| 6. | 8 mars 1984                   | Oslo           | Gundersen K115/15 kilometer                         | Espen Andersen                                      | Tom Sandberg                                        | Geir Andersen                                       |                                                     |                                                     |
| 7. | 25 mars 1984                  | Štrbské Pleso  | Gundersen K90/15 kilometer                          | Tom Sandberg                                        | Uwe Dotzauer                                        | Klaus Sulzenbacher                                  |                                                     |                                                     |

## Slutställning
| Lp.   | Tävlande              | Poäng |
| 1.    | Tom Sandberg          | 103   |
| 2.    | Uwe Dotzauer          | 89    |
| 3.    | Geir Andersen         | 82    |
| 4.    | Thomas Müller         | 72    |
| 4.    | Aleksander Proswirnin | 72    |
| 6.    | Rauno Miettinen       | 54    |
| 7.    | Hubert Schwarz        | 46    |
| 8.    | Hallstein Bøgseth     | 43    |
| 8.    | Kerry Lynch           | 43    |
| 10.   | Hermann Weinbuch      | 42    |
| . . . |                       |       |
| 26.   | Stanisław Kawulok     | 9     |
| 35.   | Tadeusz Bafia         | 1     |

| Lp. | Tävlande        | Poäng |
| 1.  | Norge           | 245   |
| 2.  | Östtyskland     | 205   |
| 3.  | Sovjetunionen   | 169   |
| 4.  | Västtyskland    | 140   |
| 5.  | USA             | 66    |
| 6.  | Finland         | 64    |
| 7.  | Österrike       | 63    |
| 8.  | Polen           | 10    |
| 9.  | Tjeckoslovakien | 9     |